# 郭沫若
郭沫若（1892年11月16日—1978年6月12日），幼名文豹，原名開貞，字鼎堂，號尚武，笔名高汝鸿、麦克昂、易坎人、谷人、爱牟、杜荃、石沱等，后以家乡大渡河和雅河的别称“沫水”和“若水”取名沫若，生于四川乐山，客家人，是中国文学家、历史学家、古文字学家、考古学家、社会活动家。中国共产党、中华人民共和国政治人物，原副国级领导人。
郭沫若著述颇丰，主编《中国史稿》和《甲骨文合集》，全部作品编成《郭沫若全集》38卷。他亦是中国新诗的奠基人之一、中国历史剧的开创者和奠基人之一、中國唯物史观史學的先鋒、甲骨学四堂之一、第一届中央研究院院士。1949年以后，曾任中国科学院首任院长、中央人民政府政务院副总理兼文化教育委员会主任、全国人大常委会副委员长、中国文联首任主席、中国科学技术大学首任校长。

## 生平

### 祖籍
據樂山《郭氏家譜》所載，郭沫若祖籍福建汀州府寧化縣。先祖郭福安為郭子儀後裔。郭沫若在《德音錄·先考膏儒府君行述》中云：「吾家原籍福建，百五十八年前（即乾隆四十六年，1781年），由閩遷蜀，世居樂山縣銅河沙灣鎮」，「入蜀四代而至秀山公（沫若祖父），族已昌大」。福建寧化縣屬閩西客家民系地區，不過郭沫若已是入蜀第六代，是否會客家話，是否自認客家人，有待文獻發掘；後世客家研究有時追認他是客家人。
郭沫若曾祖父郭賢惠之先輩由寧化縣來四川之時「做麻生意」，採集寧化野生苧麻，跟隨入川之馬幫，到今日之牛華鎮（即郭家早期之坐房）進行交易，並於後來開拓麻布生意成功後繼而開設13座驛站。

### 早年
郭沫若是四川省乐山縣人，少年曾就读于成都石室中学。父親郭朝沛經營商業。母親杜福荪，是一個沒落的官宦人家的女兒。
1914年，郭沫若留学日本，先於舊制第一高等學校習日語，升讀第六高等學校，1918年入九州帝國大學医學部，1923年畢業。1921年1月，還在上學的郭沫若以病假名義休學3個月，以便前往京都帝國大學旁聽文科。
1921年发表第一本新诗集《女神》，書中洋溢著強烈的浪漫主義氣息，《女神》是中国新诗的奠基之作，郭沫若也因而成为中国新诗的重要奠基人之一。同年又與郁達夫等人一同創立文学学社“创造社”，是新文化运动的重要旗手。1922年3月15日《創造季刊》問世。这一时期郭沫若的诗作，同胡适等人的新文化运动、五四运动作品，影响了台灣日據時期的早期新诗创作。
1926年3月任广东大学文科学长，兼任第六届全国农民运动讲习所教员。中共广东区学生运动委员会书记恽代英代表党组织，建议郭沫若去黄埔军校做一些宣传工作，这时北伐战争即将开始，郭沫若被任命为国民革命军总司令部行营秘书长。北伐军攻克武昌后，郭沫若升任国民革命军总政治部中将副主任（主任是邓演达）。不久赴南昌市兼任总政治部驻赣办事处主任，郭沫若升任南昌特别党部执行委员、总司令部行营政治部主任，每月加发200元津贴。1926年到1927年兼任国立武昌中山大学筹备委员会委员。九江三·一七慘案与安庆“三二三惨案”之后，蒋介石著手中国国民党清党，郭沫若隐蔽在朱德的家里，写下了声讨蒋介石的檄文《请看今日之蒋介石》，发表在《中央日报》副刊，指出“蔣介石是流氓地痞、土豪劣紳、貪官汙吏、賣國軍閥、所有一切反動派——反革命勢力的中心力量”，是“一個比吳佩孚、孫傳芳、張作霖、張宗昌等還要凶頑、還要狠毒、還要狡獪的劊子手”。
四一二事变后，郭沫若是武汉国民政府的第二方面军（司令张发奎）政治部中将主任。
郭沫若于1927年8月4日深夜抵达南昌，参加八一南昌起义，这时才知道他已经被推举为革命委员会委员和七人主席团成员，兼任总政治部主任和宣传委员会主席。8月5日，按原计划起义部队离开南昌南下潮汕地區、东江。1927年9月初，南昌起义军到达瑞金，在一所小学校裡由周恩来、李一氓作介绍人，郭沫若加入了中国共产党。同时宣誓入党的还有贺龙。1927年10月初，起义部队在潮汕被打散，郭沫若等四人在普宁县隐蔽了10天后，由神泉镇搭船前往香港，10月下旬抵港。一个月后由香港回上海市。1927年12月23日蒋政府发出通缉郭沫若，十年后至1937年才撤销通缉令。与周恩来会晤后安排郭赴苏，但郭沫若患上了严重的斑疹傷寒，住院治疗了一个多月，错过了航班。这次大病，造成一只耳朵终生全聋。1928年2月周恩来与郭沫若谈话，令其保留党籍出国前往日本避难，做学术研究积累声望，将来以公开的无党派面目做文化圈的领袖。1928年2月24日，郭沫若化名吴诚，从上海乘船赴日。

### 流亡日本
郭沫若在流亡日本期间受到日本宪兵和警察的长期监视和骚扰。同时开始研究甲骨文、金文。1930年撰寫了《中國古代社會研究》，通過引用當時的歷史文獻資料與馬克思主義關於人類社會學發展規律的論斷，提出中國同樣經歷過原始社會、奴隸社會與封建社會（但此理论后来遭到黄现璠等人的质疑，黄曾于1979年著文提出，认为中国没有奴隶社会），郭沫若由此在中國开创了唯物史观派，该学派在此后占据了中国大陸学术界的主流地位。隨著以馬克思主義為指導綱領的中國共產黨走上執政舞臺，該書的观点被當作今後相當一段時間内中小學課本的參考教材之一。郭沫若凭借这一时期的古文字研究，发表了《古文字研究》、《殷周青铜器文字研究》、《金文丛考》、《卜辞通纂》，轰动了学界，成为与王国维、罗振玉、董作宾并称甲骨四堂，并藉此于1948年当选为第一届中央研究院院士。在日期间，郭沫若还翻译出版了马克思的《政治经济学批判》、《德意志意識形態》。
郭沫若反对国内的夏衍、周扬提出的「國防文學」主张，持坚决反蒋的态度。直至看到了中共的《八一宣言》，才转变态度，认识到民族矛盾上升到主要地位，国防文学也是个正确的口号，并说：“好，党决定了，我就照办，要我做喇叭，我就做喇叭”。此后郭沫若发表了《在国防的旗帜下》等文章。1937年5月下旬，郁達夫从南京来电，谓“委员长有所借重乞速归”，郭沫若等了一个多月迟迟不见南京方面有所动静，给在陕北的李一氓写信：“二万八千里的行程，我的肉体未能直接参加，我是十二分抱歉的。但我始终和从前一样……”七七事变爆发后，日本政府加紧了对郭沫若的监视。7月25日，蔣介石允准撤銷對郭沫若之通緝令；是日，流亡的郭沫若，化裝乘加拿大籍“日本皇后号”頭等艙回國；7月27日至上海；7月28日中國國民黨中央執行委員會知照行政院、司法院、軍事委員會，取消對郭沫若通緝令:5518。行前未告知日籍妻子与孩子们。

### 抗战和内战时期

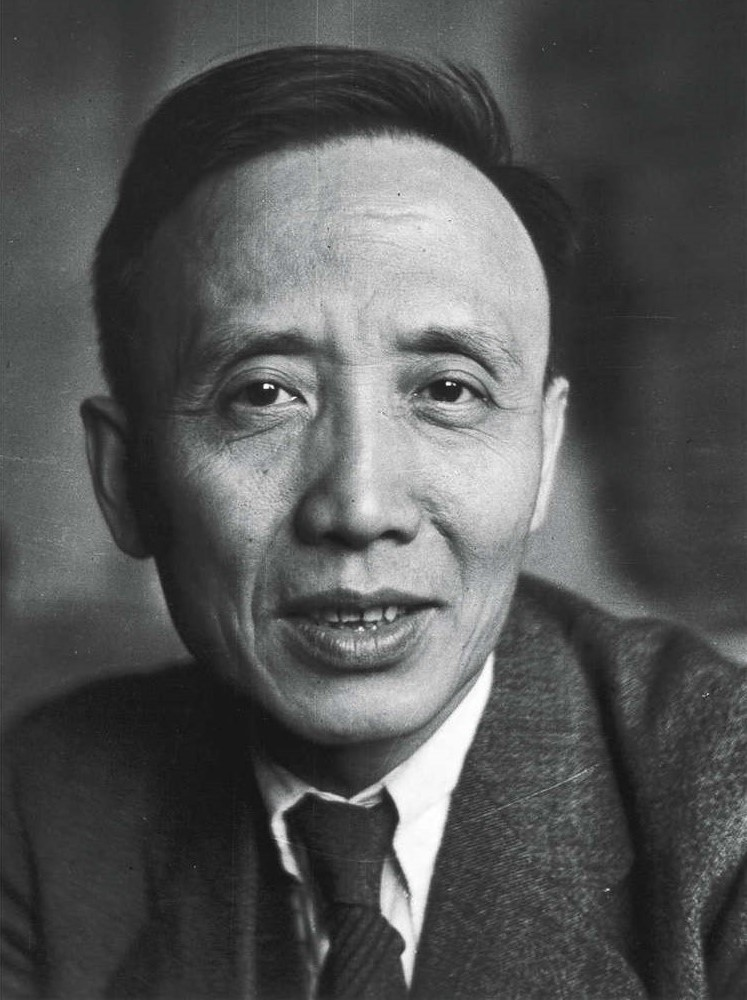
郭沫若

1937年7月27日下午，郭沫若登陆上海，随后创办《救亡日报》为淞沪抗战鼓动宣传。回国后前往南京拜谒蒋介石，然后发表了一篇《蒋委员长会见记》，对蒋介石进行歌颂，不久拜见汪精卫。夏衍回忆：“在这一段时期内，最使我感动的是他对党的无限忠诚，和对周恩来同志的出自内心的敬爱。有一次对我说：和蒋介石、陳誠这些人见面，在我的感情上是很别扭的，可是和他们谈话之后，我才理解到恩来同志指示的正确。”淞沪会战失败后，郭沫若经香港至广州，于1938年1月1日复刊《救亡日报》。旋即接到在武汉的陈诚电报，请郭沫若立至武汉市，要事相商。1月9日抵汉之后，从黄琪翔处获悉是陈诚邀请郭就任国民政府军事委员会政治部三厅厅长之职。在武汉的周恩来、董必武、林伯渠、王明、博古等中共长江局领导劝说郭就职。周恩来说：“有你做第三厅厅长，我才可考虑接受他们的副部长，不然那是毫无意义的。”即指副部长是虚职，而三厅厅长是实职可以做大量实际工作。3月中旬，郭沫若接受了军委会政治部三厅厅长职务。中共长江局决定把三厅作为抗日统一战线的机构，动员安排了大量文艺界抗日名流人士入三厅工作，包括：胡愈之、阳翰笙、郁达夫、徐悲鸿、沈钧儒、田汉、冼星海、洪深、冯乃超等在三厅任职。1938年4月1日，政治部三厅正式在武汉工作，投入组织了声势浩大的武汉抗战文化运动，如“扩大宣传周”、“七七献金”等活动，發動歌咏、话剧、电影等各界一同宣傳抗戰。郭沫若特别重视把三厅的文艺宣传对象扩大到厂矿工人和下层民众，贯彻中共的《抗日救国十大纲领》的原则。这也引起了政治部主任陈诚为首的国民党一部分人的反感。
郭沫若在武汉、重庆期间，已经恢复了党员的秘密身份，与周恩来、邓颖超在一个党小组中开会。郭沫若还与邓颖超一起作为入党介绍人，发展于立群入党。
1938年胡风指出当时的文化界“没有像鲁迅先生那样一声号召可以波动世界的大作家。”周恩来认为郭沫若适合扮演这个角色。于是周向中共中央提出这个建议。1938年夏天，中共中央党内决定：郭沫若为鲁迅的继承者、中国革命文化界的领袖。
1938年10月，武汉沦陷前夕，郭沫若随周恩来撤离武汉，辗转来到重庆市。1940年1月11日，郭沫若在创刊两周年的《新华日报》上批评蒋政府“连话都不让老百姓说，那是很危险的。反之，能代表老百姓说话的，那力量是比长江大河还要大”。1940年9月，蒋介石突然下令免去郭沫若的国民政府军事委员会政治部第三厅厅长职务，调任政治部设计委员闲职，并明文要求军委会工作人员一律加入国民党。郭沫若以及三厅内的大批文艺界人士递交辞呈。周恩来找到信任政治部主任的张治中劝说。蒋介石召见郭沫若、阳翰笙等人宣布成立政治部文化工作委员会，安置以郭沫若为首的这批人，并可以不加入国民党。中共中央南方局决定同意此项决定，借政府机关招牌开展有理有利有节斗争，扩大抗日统一阵线影响。1940年12月7日，文化工作委员会成立，明文规定：文工会只能潜心研究文化，不能对外从事政治工作。郭沫若任文工会主任委员，阳翰笙、谢仁钊为副主任委员，周恩来为指导委员，除原三厅的近40人参加外，还邀请了沈雁冰、翦伯赞、胡风、陶行知、侯外庐、王昆仑等任委员。文工会经常举办文艺讲座、文化讲座、国际问题讲座、国际问题座谈会和各种形式的报告会。不久，发生皖南事变，郭沫若题诗：
江南一叶奇冤史，万众皆先天下忧；泪眼揩干还苦笑，暂忘家难赋同仇。
中共南方局为预防四一二政变重演，疏散在重庆的一批左翼文化人赴延安、桂林、昆明、香港等地，郭沫若奉命留在重庆，继续主持文工会。周恩来指示文工会“勤业、勤学、勤交友”，在活动的方式上注意了有所节制，以保存力量。1941年为庆祝郭沫若五十诞辰和创作二十五周年纪念，周恩来安排阳翰笙把庆祝搞成全国性的政治活动，以振奋文化界自皖南事变与苏德战争惨败以来的士气。阳翰笙约请了孙科、邵力子、陈布雷、张治中、张道藩、冯玉祥、沈钧儒、黄炎培、邓初民、翦伯赞、章伯钧、罗隆基、王昆仑、屈武、黄琪翔等各方面的代表人物四十名为庆祝活动的发起人，周恩来亦在列。1941年11月16日作为庆祝日（此时莫斯科会战正处于岌岌可危的时候），《新华日报》头版刊载了周恩来的专文《我要说的话》：
郭沫若创作生活二十五年，也就是新文化运动的二十五年，鲁迅自称是革命军马前卒，郭沫若就是革命队伍中人。鲁迅是新文化运动的导师。郭沫若便是新文化运动的主将。鲁迅如果是将没有路的路开辟出来的先锋，郭沫若便是带着大家一道前进的向导。
该日下午，在重庆的中苏文化协会餐厅和院子里举行茶话会，参加者两千余人，由冯玉祥主持，老舍、张道藩、黄炎培、张申府、周恩来、沈钧儒等大会发言；并展览郭沫若25年来专著、译本、手稿八十多种约两千余万字，以及郭沫若各个时期的工作和生活照片。当天，昆明、延安、桂林、香港、新加坡等地也举办了文化界的庆祝活动。纪念文章陆续刊载了半年。庆祝活动期间，重庆上演了郭早年的话剧《棠棣之花》，周恩来建议采取“全明星”制，配角都由第一流演员担任，郭沫若亲身参加排演与修改剧本。公映后在重庆引起轰动，周恩来观看了七场。剧中插曲《湘累》成为经得起历史考验流传下来的歌曲。周恩来安排《新华日报》出专刊评论对《棠棣之花》和历史剧创作。也激发了郭沫若的历史剧创作热情，1942年1月上旬仅用9天完成五幕话剧《屈原》的剧本。再次由重庆话剧界全明星制排演《屈原》，剧本还全文连载于《屈原》连载于1942年1月24日至2月7日的《中央日报》副刊。 1942年2月上旬郭沫若又仅用9天创作了五幕历史剧《虎符》。1942年五、六月，创作了五幕历史剧《高渐离》。1942年9月上旬，仅用5天创作了历史剧《孔雀胆》，这是郭沫若历史剧中唯一没有影射当时政治的作品。1943年三、四月，创作了写夏完淳的历史剧《南冠草》。这六齣歷史悲劇作品，其中以《屈原》最受歡迎。台大歷史系教授王远义认为郭沫若等人这一时期的作品，开创了一条大众形式与精英创作结合，现代性与传统民族文化共存的文学与文化道路。 
文工会期间，郭沫若继续从事历史研究。1942年4月发表《殷周是奴隶社会考》、《墨子的思想》、《述吴起》、《秦汉之际的儒者》、《公孙尼子与其音乐理论》、《吕不韦与秦代政治》、《青铜时代》和《十批判书》等。1943年与林语堂、沈从文、施蛰存展开论战。
1945年3月30日，政治部文艺工作委员会被张治中予以解散。1945年6月，郭沫若由重庆乘美国军用运输机，转道印度、伊朗，赴苏参见苏联科学院二百二十周年纪念大会。6月29日出席克里姆林宫夜宴，莫洛托夫、斯大林、布尔加宁到场。还参观了列宁格勒、斯大林格勒的战争浩劫后的城市废墟。日本宣布投降后，郭沫若于8月16日登机回国，在苏联作访客五十天。8月20日抵重庆。9月3日，与文化界人士拜会参加重庆谈判的毛泽东。郭沫若看到毛泽东用旧怀表，便把自己手上的表送给了毛泽东。此后毛泽东长期戴这块手表。此间，参加了围绕刚公开发表的毛泽东的《沁园春·雪》的论战，用毛泽东原韵填词两阕，称赞原词“开生面，是堂堂大雅，谢绝妖娆”，“何足道！纵漫天迷雾，无损晴朝”。
1946年1月10日，作为社会贤达代表出席政治协商会议，在讨论扩大改组政府问题时，发言：“主席权限太大，国府委员连建议权也没有”。
1946年5月8日，全家乘飞机去上海。1947年11月按照中共安排，举家搬到香港，担负中华全国文艺界协会香港分会的领导工作。1948年8月25日，香港《华商报》副刊《茶亭》开始连载郭的《抗战回忆录》（后改名《洪波曲》）持续3个月。郭沫若在日本的前妻安娜看到《华商报》后，带两个儿女到香港。由冯乃超出面与安娜恳谈，最后安娜接受了党组织的安排，带着她的儿女们去解放区大连定居。
1948年11月23日，乘船离开香港，12月1日抵达辽东的安东石城岛上岸。12月6日抵沈阳。1949年2月25日乘火车进京。
1948年国共内战期间郭沫若因为考古学和甲骨文研究的巨大成就而当选为中央研究院第一屆院士。台湾中研院近代史研究所潘光哲研究员在《知识场域的桂冠：从第一届中研院院士的选举谈起》一文叙述了这次中研院院士选举和郭沫若的当选过程。

### 中華人民共和國建國後

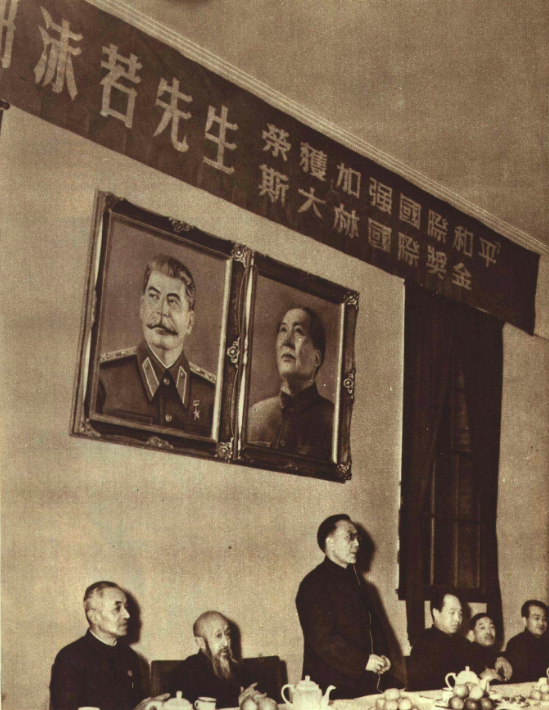
1952年郭沫若領取加强国际和平-斯大林国际奖金。

中華人民共和國成立后，郭沫若长期担任中国科学院院长、中国文联主席两职位，并曾任中央人民政府委员、政务院副总理兼文化教育委员会主任、中国科学院哲学社会科学部主任、历史研究所第一所所长、中国科学技术大学校长、中国人民保卫世界和平委员会委员、中日友好协会名譽会长等职。在中国共产党第八、九、十一次大会上，被选为中央委员；在第一至五届全国人民代表大会，均被选为常务委员会副委员长；并任全国政协第一届全国委员会副主席、第四届常务委员，第二、三、五届副主席。
1951年郭沫若獲頒蘇聯国际斯大林奖。1951年7月28日，中国史学会正式在北京成立，郭沫若做主旨发言。1954年，中国史学会公布第一届理事会名单，郭沫若担任主席，吴玉章、范文澜担任副主席，同时产生43名理事、7名常委理事。
1955年4月1日《人民日报》发表郭沫若的文章《反社会主义的胡风纲领》，对胡风的三十万言书进行逐一批判。
1958年郭沫若重新加入中國共產黨。
1959年至1960年，郭沫若先後創作了以「翻案」為主旨的歷史劇《蔡文姬》與《武則天》。
1962年，為了紀念鄭成功逝世三百週年，郭沫若創作了電影劇本《鄭成功》，後因“文化大革命”未能拍攝。

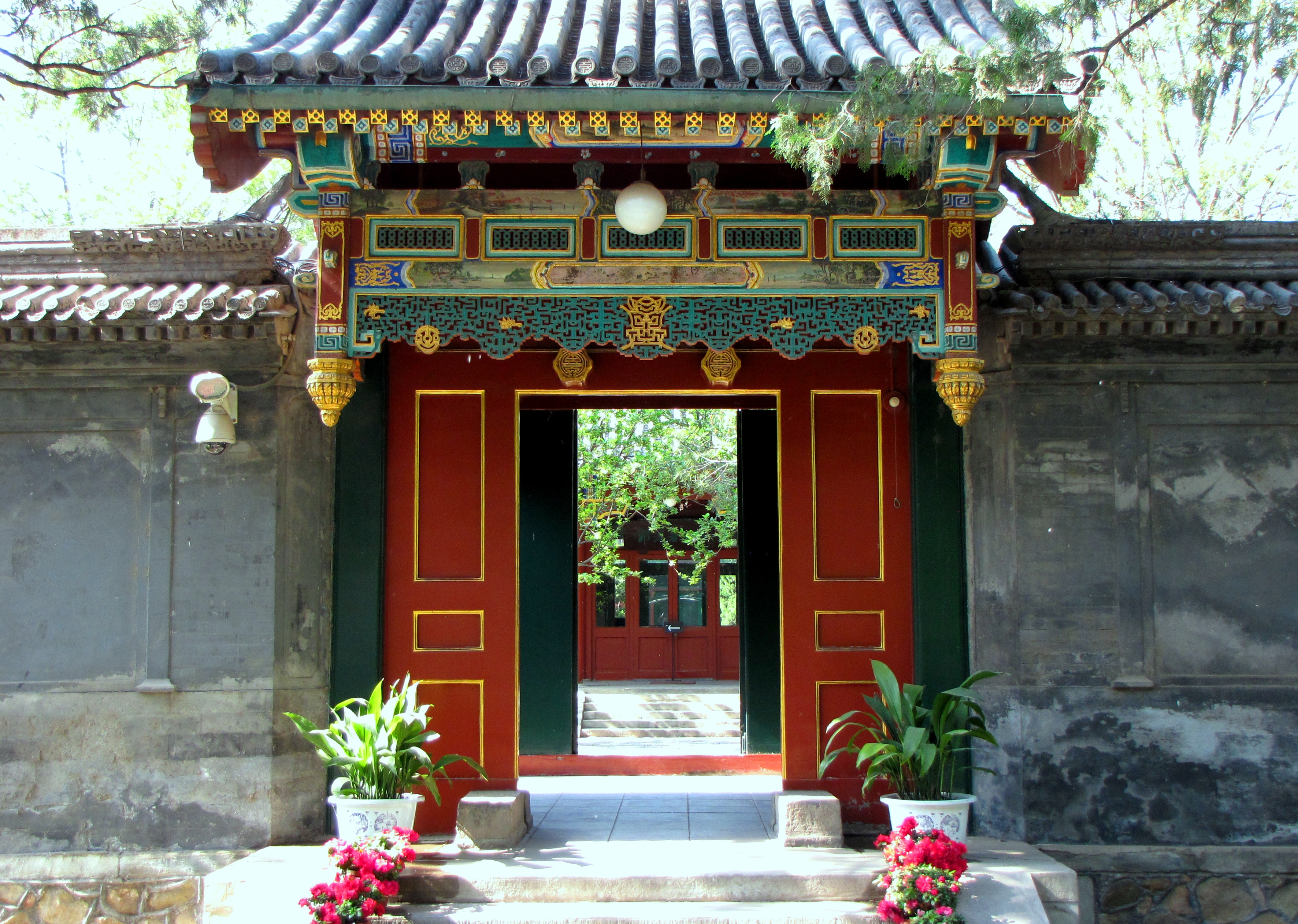
郭沫若北京故居

1966年初，“文化大革命”前夕，郭沫若以中國文聯主席身份在全國工農兵文藝工作會議上發表講話自我批判，宣稱“拿今天的标准来讲，我以前所写的东西，严格地说，应该全部把它烧掉，没有一点价值。”，令全國知識份子驚訝恐慌。但也在“文革”初期時，郭沫若雖被批判，很快就得到了特别保护。儘管毛澤東下令保護郭沫若，但郭沫若和妻子于立群的處境還是日趨惡化。1967年，在中國音樂學院學習的兒子郭民英自殺。1968年，在北京大學學習的兒子郭世英被北京農業大學的紅衛兵抓去毆打致死。
1971年，郭沫若發表學術論著《李白與杜甫》，该书肯定了同为浪漫主义诗人的李白，同时反对将具有浓厚忠君思想的杜甫当作圣人对待。同年作為中國特使，赴伊朗參加波斯帝国成立2500周年庆典，無奈在乌鲁木齐经停期间因病重而留在当地，由时任中国驻巴基斯坦大使张彤代为出席。
1978年3月，郭沫若发表了《科学的春天》的书面报告（内容實為曾任中共中央宣传部国际宣传处干事的重庆人胡平起草，由播音员虹云3月31日在全国科学大会闭幕式上朗读），号召知识分子重新钻研学术。
1978年6月12日，郭沫若在北京逝世。根据其遗嘱，郭的骨灰洒在山西省昔阳县大寨人民公社的梯田中。妻子于立群則於1979年2月25日自縊身亡。

## 影响及评价

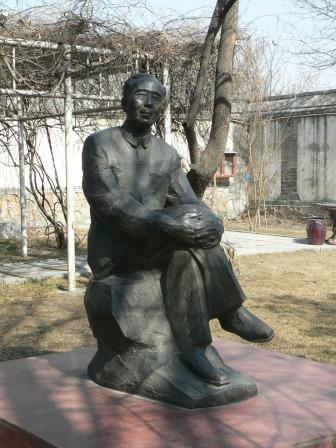
郭沫若紀念塑像

郭沫若在中国现代文学史上和中国历史学、考古学等领域占有重要的地位。在文學方面，被大陆官方現代文學史教科書列為「魯郭茅巴老曹」的第二位；在史學方面，被列為「馬克思主義史學五老」之一。郭沫若曾以歌德自况并被大陆文化界广泛认可，如周扬曾对郭说“你是歌德，但你是社会主义时代新中国的歌德。”；沙叶新则引用恩格斯对歌德的评价指出郭沫若作为伟大天才和凡庸公民的两面。美国的夏志清对他的评价则相当低：“郭沫若是个孜孜不倦的多产作家。他的译作是否可靠，译文是否可读，大有研究的余地。他对古代中国的研究有无价值，也有问题。至于文名所系的创作，实在说来，也不过尔尔。民国以来所有公认为头号作家之间，郭沫若作品传世的希望最微。到后来，大家只会记得，他不过是在他那个时代一个多彩多姿的人物，领导过许多文学与政治的活动而已”。极度推崇者有之，轻视鄙视者有之，北京大学中文系主任温儒敏教授等一些严肃的研究学者将这种“学院派”中间和社会民众间对郭沫若截然相反的态度称之为“两极阅读”。
郭沫若在台湾的学术界和政治界也具有深刻而广泛的影响，除了台湾学人在学术研究和文学创作上所受的浸染，不仅仅有传统的威权时代基于政治和学术的分歧对他的批判（例如蒋介石夫人宋美龄对他的批判），他对于台湾的倡导改革的人群尤其具有很大的吸引力，例如李登辉认为今日台湾的成就某种程度上归结于胡适、鲁迅、郭沫若等人所倡导的思想和社会变革的实践。

## 与鲁迅关系
1920和1930年代，由於郭沫若和魯迅在文學上的主張和政治態度的不同，他們之間發生了一場針鋒相對的鬥爭。1928年初，後期創造社的幾位幹將馮乃超、李初梨等，為了推行無產階級革命文學，將魯迅當成了絆腳石。他們以《藝術與社會生活》等文章，向魯迅發起了猛攻。猝不及防的魯迅開始有點莫名其妙，因為他剛從廣州到上海，目的之一便是與創造社組成聯合戰線。魯迅也不甘示弱，先後寫出了《醉眼中的「朦朧」》、《我的態度、氣量和年紀》等文進行了回答。在論戰中，創造社元老郭沫若親自操刀，用杜荃的筆名，發表了《文藝戰線上的封建餘孽》一文。其中寫道：「魯迅先生的時代和階級性，就此完全決定了。他是資本主義以前的一個封建餘孽。資本主義對於社會主義是反革命，封建餘孽對於社會主義是二重反革命。魯迅是二重的反革命人物。以前說魯迅是新建過渡期的反革命分子，說他是人道主義者，這是完全錯了。他是一位不得志的法西斯。」魯迅當時並沒有回擊，到了1932年8月，他在《上海文藝之一瞥》的文章中，罵郭沫若是「才子加流氓」。
1936年8月上旬，鲁迅写出《答徐懋庸并关于抗日统一战线问题》，对两个口号之争发表了系统的意见。鲁迅信中的一段话说：“我和郭沫若、茅盾两位，或相识，或未尝一面，或未冲突，或曾用笔墨相讥，但大战斗却都为着同一的目标，决不日夜记着个人的恩怨。然而小报却偏喜欢记些鲁比茅如何，郭对鲁又怎样，好象我们只在争座位，斗法宝。”8月30日，郭沫若写成《蒐苗的检阅》，他说：“我自己究竟要比鲁迅先生年轻些，加以素不相识，而又相隔很远，对于先生便每每妄生揣测，就如这次的纠纷吧，我在未读到那篇万言书之前，实在没有摩触到先生的真意。读了之后才明白先生实在是一位宽怀大量的人，是‘决不日夜记着个人的恩怨’的。因此我便感觉着问题解决的曙光。”
1936年10月19日，魯迅逝世，面對全國人民哀悼魯迅的形势，正在日本的郭沫若立即轉向，連夜寫了《民族的傑作—紀念魯迅先生》的悼文，指出魯迅的死，是「不可測算的重大損失」。接著，他又用日文寫了《墜落了一個巨星》的悼文。說「魯迅生前罵了我一輩子，但可惜他已經死了，再也得不到他那樣深切的關心了；魯迅死後我卻要恭維他一輩子，但可惜我已經有年紀了，不能恭維得盡致」。郭沫若还送上了两副挽联给鲁迅，第一副是：方悬四月，叠坠双星，东亚西欧同殒泪；钦诵二心，憾无一面，南天北地遍招魂。第二副是：孔子之前，无数孔子，孔子之后，一无孔子；鲁迅之前，一无鲁迅，鲁迅之后，无数鲁迅。甚至說自己是以魯迅徒孫的資格追悼魯迅。11月3日，中國留學生在日本東京日華學會舉行悼念活動，郭沫若也匆匆趕到現場，在悼念會上高喊：「中國之偉大人物，過去人都說是孔子，但孔子不及魯迅。」。在「文化大革命」中紀念魯迅時，郭沫若說：「魯迅如果還活在今天，他是會多麼高興啊！他一定會站在文化革命戰線的前頭行列，衝鋒陷陣，同我們一起，在毛主席的領導下，踏出前人所沒有走過的道路……」

## 争议言论

### 支持外蒙独立
1949年8月14日，《人民日报》刊登了郭沫若写于8月12日的《中苏同盟四周年——中苏友好同盟条约四周年纪念日在北平新华广播电台对全国的广播词》，其中说：“这些歪曲中的另一个例子是关于外蒙古的独立的。在这一点上我想多说几句。反动分子企图煽动某些中国人的大汉族主义的感情，反对外蒙古人民建立自主的人民国家。但是请问。外蒙古附属于中国的时候，中国人对于外蒙古人民究竟给了些什么福利呢？难道不是某些中国的侵略主义者，派兵攻入外蒙古，在政治经济方面压迫外蒙古人民，这才激起外蒙古人民脱离中国而独立的要求吗？我们自己在封建主义与帝国主义双重压迫之下差不多不能自保，难道一定要强迫外蒙古人民跟着我们殉葬吗？我们在双重压迫之下，稍微有点觉悟的人便知道要求解放，难道外蒙古人民就不应该有点觉悟，不应该有解放的要求吗？”，又说：“问题应该是——外蒙古脱离了我们之后，外蒙古人民是不是更加幸福了？事实告诉我们，外蒙古人民是更加幸福了。前几年国民党政府派到库仑去监视公民投票的一位姓包的，事毕回重庆，曾经在报上发过谈话。“库仑街头差不多每家人家都有了无线电。”这是国民党说的话，而且是有报可查的。在得到解放之后，外蒙古人民的生活和生产不是都已经充分地提高了吗？人民中国和人民蒙古今后应该是亲密的兄弟，我们不能够固执着那种宗主和藩属的落后观念了。那是丝毫也不足引为光荣的！”

### 政治运动时期
在“大跃进”时期的1958年，响应文化战线的“大跃进”，郭沫若写了不少歌颂“大跃进”的诗歌，例如其诗《太阳问答》之一段：
|  | 感谢党呵感谢党，党是不落的红太阳。东风永把西风压，社会主义放光芒。鼓足干劲争上游，多快好省建天堂。红旗插遍全世界，红旗插在山顶上。 |

1966年“文革”正式开始，郭沫若几天内立即發表談話，对自己以前的作品全盘否定：
|  | 在一般的朋友、同志们看来，我是一个文化人，甚至于好些人都说我是一个作家，还是一个诗人，又是一个什么历史学家。几十年来，一直拿着笔杆子在写东西，也翻译了些东西。按字数来讲，恐怕有几百万字了。但是，拿今天的标准来讲，我以前所写的东西，严格地说，应该全部把它烧掉，没有一点价值。 |

郭沫若以毛泽东的诗友著称，和毛时有诗词唱和。他曾高度赞颂毛泽东的诗词和书法，甚至将其错别字“黄梁”也作为赞美的对象。“文革”期间，郭沫若的作品《李白与杜甫》是中国大陆能够被出版的极少数非文革主题书籍，不过他在书中大举赞颂李白，而极力挖苦杜甫，被认为是为了迎合毛泽东的个人喜好而歪曲历史与文学。有观点认为毛泽东并不喜欢李白，毛泽东尽管在1958年前后确实公开说过喜欢李白，但后来他对李白也有过严厉批评，他同王洪文、张春桥谈郭沫若的《十批判书》时说：“你李白呢？尽想做官！结果充军贵州。”

1967年6月5日，郭沫若在亚非作家常设局举办的纪念毛泽东《在延安文艺座谈会上的讲话》25周年讨论会上，致闭幕词《做一辈子毛主席的好学生》，并且朗诵一首诗“献给在座的江青同志，也献给各位同志和同学”：
|  | 亲爱的江青同志，你是我们学习的好榜样。你善于活学活用战无不胜的毛泽东思想，你奋不顾身地在文化战线上陷阵冲锋，使中国舞台充满了工农兵的英雄形象。 |

1976年5月12日，批邓、反击右倾翻案风期间，郭沫若写了《水调歌头·庆祝无产阶级文化大革命十周年》：
|  | 走资派，奋螳臂。邓小平，妄图倒退，奈“翻案”不得人心。“三项为纲”批透，复辟罪行怒讨，动地走雷霆。主席挥巨手，团结大进军。 |

但过了五个月零九天，四人帮被捕，他立即赋一首《水调歌头·粉碎四人帮》抨击“四人帮”，赞颂华国锋：
|  | 大快人心事，揪出四人帮。政治流氓文痞、狗头军师张，还有精生白骨，自比则天武后，铁帚扫而光。篡党夺权者，一枕梦黄梁。野心大，阴谋毒，诡计狂。真是罪该万死，迫害红太阳。接班人是俊杰，遗志继承果断，功绩何辉煌。拥护华主席，拥护党中央。 |

## 笔名和别名
郭沫若使用过的笔名和别名超过五十个，有：沫若、麦克昂、郭鼎堂、石沱、高汝鸿、汾阳主人、竹君主人、定甫、夏社、沫、爱牟、鼎堂、高浩然、吴诚、林守仁、杜顽庶、杜荃、杜衎、坎人、易坎人、石沱生、陈启修、李季、阿和乃古登志、蒙其外史、王假维、郭爱牟、蒙其生、蒙侄、谷人、郭石沱、佐藤和夫、安娜、鼎、杨伯勉、杜衍、白圭、戎马书生、牛何之、羊易之、丁汝成、龙子、克拉克、江耦、有孤、藤子丈夫、佐藤贞吉、郭麦弱、高鸣、于硕等。

## 著作
郭沫若生平著作超過百萬字，集結為《郭沫若全集》38卷，分為文學編、歷史編、考古編，然仍有大量佚文未能收錄。
- 《郭沫若全集》文学编，共20卷，1982-1992年，人民文学出版社，
- 《郭沫若全集》历史编，共8卷，1982-1985年，人民出版社，
- 《郭沫若全集》考古编，共10卷，1982-1992年，科学出版社。

此外《郭沫若全集补编》主要包括《翻译编》、《书信编》和《集外编》共计26卷，其中《翻译编》14卷，《书信编》4卷，《集外编》8卷，从2014年起动还在编辑过程之中。

### 诗歌
郭沫若的新詩在語言上有所突破，其处女作《女神》写作时间和胡适的《尝试集》是同一时期，即便论发表时间也是紧随着胡适的《尝试集》，所以一般认为郭沫若和胡适是汉语新诗的开创者。有些后辈诗人更进一步，例如闻一多在《〈女神〉之时代精神》中，认为郭沫若的诗歌创作大大超过了胡适，“若讲新诗，郭沫若君的诗才配称新呢!”但也有某些研究者认为郭的这些诗歌往往不耐細讀，虛浮叫囂，浪漫濫情。其名作《女神》一詩，受19世紀美國詩人惠特曼的影響。惠特曼的自由詩句子長而口語化，《女神》一詩亦著重詩句節奏，每行重複特定的字詞以帶出節奏，而不用押韻。
- 《女神》1921上海泰东书局
- 《星空》（詩、散文）1923上海泰东书局
- 《卷耳集》1923上海泰东书局，诗经国风今译
- 《瓶》1926上海创造月刊
- 《前茅》1921-1928创造丛书
- 《恢復》1928创造丛书
- 《戰聲集》1938广州战时出版社
- 《蜩螗集》1948上海群益出版社
- 《潮汐集》1959作家出版社
- 《新華頌》1953人民文学出版社
- 《百花齊放》1958人民日报社
- 《长春集》1959人民日报社
- 《骆驼集》1959人民文学出版社
- 《东风集》1963作家出版社
- 《屈原赋译》1953人民文学出版社
- 《沫若诗词选》1977人民文学出版社

### 散文
- 《三叶集》1920上海亚东出版社、
- 《文艺论集》1925上海光华书局、
- 《文艺论集续集》1931上海光华书局、
- 《羽书集》1941香港孟夏书店、
- 《盲肠集》1947上海群益出版社、
- 《蒲剑集》1947重庆文学书店、
- 《今昔集》1947重庆东方书社、
- 《沸羹集》1947上海大浮出版公司、
- 《天地玄黄》1947上海大浮出版公司、
- 《断断集》1958、
- 《雄鸡集》1959北京出版社、
- 《读随园诗话札记》1962作家出版社
- 《山中雜記》
- 《南京印象》

### 小說
- 《残春及其他》1923
- 《落叶》1925上海创造社出版部
- 《塔》（小說、戲劇）1926上海商务印书馆
- 《橄欖》（小說、散文）《漂流三部曲》1926上海创造社出版部
- 《水平線下》（小說、散文）《地下的笑聲》1928上海创造社出版部
- 《豕蹄》

### 自傳
- 《沫若自傳》4卷
  - 《少年时代》1947上海海燕书店
  - 《学生时代》1942年起，1958年集结
  - 《革命春秋》1936年起，1958年集结
  - 《洪波曲》1946年起，1959年集结

### 戲劇
- 《三個叛逆的女性》（卓文君、王昭君、聶嫈）1926创造丛书
- 《棠棣之花》1938
- 《屈原》1942重庆文林出版社
- 《虎符》1942重庆群益出版社
- 《孔雀胆》1943重庆群益出版社
- 《南冠草》1944重庆群益出版社
- 《高渐离》1946上海群益出版社
- 《蔡文姬》1959文物出版社
- 《武则天》1962中国戏剧出版社
- 《鄭成功》1979上海文艺出版社

### 譯作
- 歌德《浮士德》
- 歌德《少年維特之煩惱》
- 《鲁拜集》
- 《雪萊詩選》

### 其他
- 《孤鸿》[45]

### 史学
郭沫若對中國早期社會的觀點，「主導」了其後中國的史學；他對「封建社會」重新下的定義，既與中世紀歐洲社會不同，甚至不關乎於馬克思的理論，卻成為日後中國史學界對「封建社會」一詞的公認定義。
- 《中國古代社會研究》1930上海联合书店
- 《青銅時代》1945重庆文治出版社
- 《十批判书》1945重庆群益出版社
- 《历史人物》1947上海海燕书店
- 《甲申三百年祭》1944
- 《奴隶制时代》1952上海新文艺出版社
- 《管子集校》1956科学出版社
- 《盐铁论读本》1957科学出版社
- 《李白与杜甫》1971人民文学出版社
- 《中国史稿》（主持编写）
- 《古代文字之辩证的发展》
- 《中国古代史的分期问题》
- 翻譯河上肇原著《社會組織與社會革命》

### 考古
在1930年代中期，郭沫若從理論問題轉向考証，著重考古材料而非古代文獻，也不太引用馬克思主義典籍，出版了《卜辞通纂》、《兩周金文辭大系》、《甲骨文字研究》、《青銅器研究要篆》等著作，使他成為甲骨文和金文最重要的專家之一。
- 《甲骨文字研究》1931年上海出版
- 《殷周青铜器铭文研究》1931年上海印行
- 《商周古文字类纂》1931年上海印行
- 《卜辞通纂》1933年日本东京印行
- 《殷契粹编》1934年
- 《石鼓文研究》1939商务印书馆
- 《金文丛考》*《金文丛考补录》1940年代发表
- 《诅楚文考释》1947发表
- 《两周金文辞大系图录考释》
- 《考古论集》

### 書法
郭沫若以書法聞名，風格獨具特色，有「郭體」之稱。在中国许多名胜地点的招牌和学校校名都採用郭沫若的題字，如故宮博物院、电子科技大学、北京四中、北京第二外国语学院、沈阳四中、黑龙江省博物馆、遂宁中学、浙江省桐庐县中学、中國銀行、香島中學、榮寶齋、中國書店、科学出版社、中國科学院、中国科学技术大学、瀋陽故宮、華清池、黃帝陵、半坡遺址、吉林大学、福州大学、牡丹江医学院、西南師範學院、重庆师范学院、成都武侯祠、济南李清照纪念堂、承德一中、中国进出口商品交易会、广州白云山、峨嵋山《峨嵋天下秀》、都江堰《天府源》、陝西韓城《司馬遷祠》、江蘇省中醫院等。

## 家庭

### 张琼华
1912年，郭沫若与张琼华（1890年－1980年）在父母的包办下结婚，五天后郭沫若离家，两人没有离异，以后68年张琼华一直守在郭沫若老家。1939年郭还乡时向还在守活寡的张琼华鞠躬表示歉意。1980年张病逝于乐山，没有留下子女。

### 佐藤富子
1916年，郭沫若在日本与佐藤富子（1893年－1994年）同居。佐藤富子外祖父佐藤昌介是日本北海道大名伊达氏的家臣，高级贵族武士，男爵，日本第一代现代农学家，留美农学博士，北海道帝国大学首任校长。佐藤昌介的女儿佐藤初嫁给了宫城县黑川郡大衡村大衡字中山三十四番地士族传道士卯右卫门（入赘后改名佐藤右卫门）。卯右卫门与佐藤初的长女就是佐藤富子。佐藤富子是二人的长女。由於佐藤富子父母极力反对與郭沫若的關係，佐藤富子为此断绝了与父母的关系，郭沫若为其取名“安娜”。1937年中日战争爆发，郭沫若不辞而别离开日本，与安娜断绝了联系。1948年抗日战争结束后，佐藤富子带着孩子来到香港见到郭沫若，当她知道郭已另有家庭后选择离开。1949年后，佐藤富子几次去北京找郭沫若协议离婚后权责问题，郭都是避而不见或借故推脱。后来周恩来亲自出面，表示欢迎她和五个孩子都到中国来工作。此后佐藤富子大部分时间生活在大连，改名郭安娜，跟儿子郭和夫住在一起。郭安娜曾被选为第六届全国政协委员。文革爆发后，受到一定影响。在此间她还提出要回日本看她快百岁的母亲，但在很长时间内未能成行。直到1974年，八十岁的安娜才得以回日本，此次回国她处理掉了跟郭沫若一起生活过的在市川市的房子。第二年她又到北京看望了当时已住院的郭，这也成为他们最后一次见面。
郭沫若與安娜生有五个子女：
- 长子郭和夫（1917–1994）是中国科学院的化学家。
- 次子郭博（1920–2010）是建筑家和摄影家，任上海市政府参事室参事、上海宋庆龄基金会理事、中国摄影家协会会员等职。
- 三子郭复生（亦叫佛生，1922–2004）是中国科学院动物所工程师。
- 女儿郭淑瑀（1925–1984）。郭淑瑀後來與林愛信結婚，生一女林叢。林叢後留學日本，歸化為日本籍，改名藤田梨那，現任日本國士館大學文學部中國文學教授，參與創立日本郭沫若研究會[48][49]。
- 四子郭志鸿（1932–2024）是中央音乐学院教授。

### 立群
1934年，在东京的郭沫若结识岑春煊的外孙女《大公报》记者于立忱并关系亲密。1937年于立忱回到中国不久自缢身亡。同年因中日战争郭沫若回中国，结识于立忱的妹妹立群（1916年－1979年）。1938年，郭沫若与于立群同居，并于1939年夏补办婚礼。1979年，于立群也自缢身亡。
两人共生四男二女：
- 长子郭汉英（1939年—2010年）毕业于清华大学工物系，中国科学院理论物理所研究员。
- 长女郭庶英（1940年—）毕业于中国科学技术大学生物物理系，现任北京中沛经济发展中心总经理
- 次子郭世英（1942年—1968年）文革中被北京农业大学的红卫兵抓去刑讯逼供，不久从四楼坠下而死。
- 三子郭民英（1943年—1967年）考入中央音乐学院，专业是小提琴。1965年参加中国人民解放军海军，文革中自杀。
- 次女郭平英（1946年—）毕业于中国人民大学国际政治系，现任中国社会科学院历史研究所副所长、郭沫若纪念馆馆长。
- 四子郭建英（1953年—）清华大学本科毕业，北京大学计算机系硕士，现居美国。

### 其他
郭沫若还有多位情人，包括彭漪兰、立忱（1912年－1937年，于立群的胞姊）、黄定慧（黄慕兰，1907年－ 2017年）等。
郭的女性關係，譬如先后与多人结婚，对于立忱的始乱终弃（而间接甚或直接导致其自杀），为不少世人所詬病。

### 引用
1. ↑  金珽実.  (PDF). 九州大学留学生センター紀要. 2018, 26: 44, 49-51  [2023-12-15]. （原始内容存档 (PDF)于2024-01-22）.
2. ↑  馮慧瑛，《日據時期台灣新詩的發展與中國五四新詩革命的關係》：當我們閱讀比較中國五四時期與台灣日治時期的新詩時，即會發現早期詩人如張我軍、楊雲萍、或賴和等的詩作都深深受到五四詩人的影響，尤其是郭沫若以及胡適的影響，無論是詩作中吶喊的口吻，或是如「呀、喔、哎、喲」等情感助詞以及注音符號的運用，都可見到影響的痕跡。
3. ↑  刘茂林、叶桂生等著：《郭沫若新论》，社会科学文献出版社，1992年版，第21页。
4. ↑  李新總主編，中國社會科學院近代史研究所中華民國史研究室編，韓信夫、姜克夫主編 (编). . 北京: 中華書局. 2011.
5. ↑  [见夏衍：《知公此去无遗恨》原载《人民文学》1978年7月号。]
6. ↑  曹应旺，《疾风知劲草，岁寒见后凋－－－周恩来与郭沫若》http://dangshi.people.com.cn/GB/85039/9462510.html （页面存档备份，存于） 来源：中国共产党新闻网
7. ↑  丁正献：《从〈洪波曲〉谈起》，《新文学史料》1982年第4期。
8. ↑  王远义，《文学思潮与文化革命》：郭沫若他们开始将伟大的文学改编成历史剧。……事实上当时的许多作品是為了寻求一种民族形式，既是大众形式又是现代化的，大众的同时不会摧残精英，現代的同时不会抛弃传统，民族化的同時不会盲目地反对西方变成义和团。因此三四零年代的文学作品是最重要的文学实验，是最有個性，最讲究创造力，最具有革命的火焰，最反对定於一尊的，但是海峡两岸都看不到。
9. ↑  潘光哲，《知识场域的桂冠：从第一届中研院院士的选举谈起》：“学者之间，对于谁可以荣膺这顶知识场域的桂冠，各有想法，各有所见；更令人惊异的是，‘政治立场’居然也可以成为‘封杀’某人如郭沫若列居院士候选人的理由。“知场域”里的权力关系，于此思过半矣。还好，有夏鼐的“临门一脚”外加那十三位中研院评议员的学术理性，政治／学术的“异端”，也可以找到他们的生存空间，乃至于扬名立世（当然，郭沫若大概对此荣衔“不屑一顾”罢？他并未出席第一届中研院院士会议）。从第一届中研院院士的选举来看，中央研究院作为当时的学术界里的一方学术净土，还是自有其学术独立自主运作的空间。待得一九四九年之後，以郭沫若為院長的中國科學院，卻顯然不是這樣學術傳統的繼承者。誰可以榮享中華人民共和國的知識場域的桂冠（及隨之而來的高級生活待遇），只有以政治為標準；至於其中轉折，那則是另外一段故事了。”
10. ↑  钱蓉主编. . 福州：福建人民出版社. 2005.06: 6. ISBN 7-211-05020-9.
11. ↑  戴学稷，徐如编. . 2009.11: 301.
12. ↑  张蓬舟，张仪郑编辑. . 大公报社. 1955.01: 417.
13. ↑  .   [2017-04-18]. （原始内容存档于2017-04-18）.
14. ↑  郭沫若就《李白与杜甫》一书给胡曾伟的复信：“胡曾伟同志：您的信和《石嚎吏》译释，都拜读了。我基本上同意您的见解。杜甫应该肯定，我不反对，我所反对的是把杜甫当为“圣人”，当为“它布”（taboo音譯，即禁忌），神圣不可侵犯。于家注杜，太求甚解。李白，我肯定了他，但也不是全面肯定。一家注李，太不求甚解。草草奉复，不能多写，乞谅。祝　健康　七七年一月二十八日
15. ↑  .   [2019-02-11]. （原始内容存档于2019-02-12）.
16. ↑  .   [2020-08-27]. （原始内容存档于2020-09-09）.
17. ↑  郭庶英. . 郭沫若与百年中国学术文化回望. 2002: 41–48.
18. ↑  钱江. . 党史博览 (河南省委党史研究室). 2003, (06): 4–7. ISSN 1005-1686. 童大林推荐此时正在“中宣部留守组”待分配的原中宣部国际宣传处干部胡平前来参加文件起草工作，这时的胡平已47岁……胡平出生在重庆的一个知识分子家庭
19. ↑  中国现代文学史教科书中的“鲁郭茅巴老曹”由来 （页面存档备份，存于）
20. ↑  .   [2017-04-18]. （原始内容存档于2016-10-06）.
21. ↑  吴东平. . 湖北人民出版社. 2006-03-01. （原始内容存档于2006年4月25日） （中文（简体））.
22. ↑  沙叶新. . 《凤凰周刊》. 2004年, (第20期) （中文（简体））. 青年郭沫若在日本留学时，曾和田汉仿照歌德和席勒在魏玛的塑像合拍一照，自比歌德和席勒。恩格斯说：『歌德有时候是非常伟大的，有时候是渺小的；他有时候是反抗的、嘲笑的、蔑视世界的天才，有时候是谨小慎微的、事事知足的、胸襟狭隘的小市民。』郭沫若这个中国的歌德庶几近之。[永久]
23. ↑  夏志清，《中国现代小说史》，1961年，“是个孜孜不倦的多产作家。他的译作是否可靠，译文是否可读，大有研究的余地。他对古代中国的研究有无价值，也有问题。至于文名所系的创作，实在说来，也不过尔尔。民国以来所有公认为头号作家之间，郭沫若作品传世的希望最微。到后来，大家只会记得，他不过是在他那个时代一个多彩多姿的人物，领导过许多文学与政治的活动而已。《女神》出版以后，立刻引起社会注意的是郭沫若的大胆风格，其浪漫主义手法和态度把当时没有读过西洋诗的读者弄得目迷五色。这种诗看似雄浑，其实骨子里并没有真正内在的感情：节奏的刻板、惊叹句的滥用，都显示缺乏诗才。郭沫若最好的诗是在20世纪40年代所写历史剧里穿插的几首歌词，运用传统节奏和情感，朗朗可诵。郭沫若在给成仿吾的信里坦白承认“现在是宣传的时期，文艺是宣传的利器”。这两句坦白明快的话，把日后革命文学和无产阶级文学的教条和信念一语道破。为了同检查制度斗争，郭沫若居然在三个月之内赶出三部历史剧《棠棣之花》、《屈原》和《虎符》，郭沫若自比于莎士比亚，其实这些剧本用散文方式写出爱国的口号。”
24. ↑  温儒敏. . 《中国文化研究》 （中文（简体））. 社会上对郭沫若其人其诗也的确存在某些误解或苛求，也会影响到“非专业阅读”的评价，对郭沫若的评价也就不高。就文学接受而言，无论专业非专业，都有其存在的理由，也不好轻易评判其高下。然而当今许多专家的研究论文或大学的讲台对郭沫若甚表称许，而一般读者，甚至就是听课的青年学生，却对郭评价偏低，或者不感兴趣。这就形成“两极阅读现象”，值得正视和思索。[永久]
25. ↑  1982年宋美龄在给廖承志的公开信：“相对言之，中华民国开国以来，除袁世凯之卑鄙觊觎野心失败外，纵军阀时代，亦莫敢窜改国号，中华民国自国民政府执政以来，始终以国父主义及爱国精神为基据，从未狮亵谀外，如将彼等巨像高悬全国，灵爽式凭，捧为所宗者，今天有正义感之犹太人尚唾弃其同宗之马克斯，乃共党竟奉之为神明，并以马列主义为我中华民族之训练，此正如郭沫若宣称‘斯太林是我爸爸’，实无耻之尤，足令人作三日呕。”
26. ↑  李登辉. . 遠流出版. 1988年6月11日. ISBN 9789573237242 （中文（繁體））. 虽然我自幼接受日本教育，受过日本文化的熏陶，但对中国文学与思想，也曾多所涉猎。特别是五四运动之后，风起云涌的现代思潮，更对我有很深的影响。……而郭沫若以考古及历史研究的角度，批判封建制度之害，更鼓励了许多年轻人，起而改革。他的《十批判书》与《青铜时代》等书，借着对先秦人物与思想的评论，如推崇早期儒家孔孟的重视民本思想，贬斥韩非的「法术」、「君主本位」，和秦始皇的「极权主义」等，宣扬「以民为本」的思想，认为中国只有摆脱传统的束缚，才有发展的希望。……就此一角度而言，今天台湾所缔造的成就，也可以说是当年这些改革思潮具体实践的成果。
27. ↑  鲁迅. .   [2019-02-24]. （原始内容存档于2020-05-28）.
28. ↑  《文史天地》，2009年第3期，第6頁
29. ↑  . 新语丝.   [2017-07-31]. （原始内容存档于2020-08-12）.
30. ↑  杨继绳：《墓碑》，pp. 701–702. 天地图书有限公司出版，ISBN 978-988-211-909-3.
31. ↑  康健：《辉煌的幻滅——人民公社警示錄》，p. 275.
32. ↑  郭沫若.  （中文）. 主席并无心成为诗家或词家，但他的诗词却成了诗词的顶峰。主席更无心成为书家，但他的墨迹却成了书法的顶峰。例如这首《清平乐》的墨迹而论，‘黄粱’写作‘黄梁’，无心中把粱字简化了。龙岩多写一个龙字。‘分田分地真忙’下没有句点。这就是随意挥洒的证据。然而这幅字写得多麼生动，多麼潇洒，多麼磊落。每一个字和整个篇幅都充满了豪放不羁的革命气韵。在这里给我们从事文学艺术工作的人，乃至从事任何工作的人，一个深刻的启示∶那就是人的因素第一，政治工作第一，心理工作第一，抓活的思想第一，‘四个第一’的原则，极其灵活地、极其具体地呈现下了我们的眼前。
33. ↑  . 新闻午报. 2006-10-16  [2009-02-01]. （原始内容存档于2009-06-09）.
34. ↑  《毛泽东年谱1949-1976》（第6卷），中央文献出版社，2013年版，第485页.
35. ↑  郭沫若. . 1967年6月5日 （中文）. 亲爱的江青同志/你是我们学习的好榜样/你善于活学活用战无不胜的毛泽东思想/你奋不顾身地在文化战线上陷阵冲锋/使中国舞台充满了工农兵的英雄形象/我们要使世界舞台也充满工农兵的英雄形象
36. ↑  . 《人民日报》. 1967-06-06.
37. ↑  郭沫若. . 1976年5月12日 （中文）. 四海《通知》遍/文革卷风云/阶级斗争纲举/打倒刘和林/十载春风化雨/喜见山花烂漫/莺梭织锦勤/茁茁新苗壮/天下凯歌声/走资派/奋螳臂/邓小平/妄图倒退/奈“翻案”不得人心/“三项为纲”批透/复辟罪行怒讨/动地走雷霆/主席挥巨手/团结大进军
38. ↑  郭沫若. . 1976年10月21日 （中文）. 大快人心事/揪出四人帮/政治流氓文痞/狗头军师张/还有精生白骨/自比则天武后/铁帚扫而光/篡党夺权者/一枕梦黄梁/野心大/阴谋毒/诡计狂/真是罪该万死/迫害红太阳/接班人是俊杰/遗志继承果断/功绩何辉煌/拥护华主席/拥护党中央
39. ↑  彭放. . 社会科学战线. 1979, (04)  [2019-11-28]. ISSN 0257-0246. （原始内容存档于2020-03-30）.
40. ↑  李文遂, 王泽君. . 中国郭沫若研究会专题资料汇编. 1998  [2019-11-28]. （原始内容存档于2020-03-30）.
41. ↑  姜涛：《“新诗集”与中国新诗的发生》（北京大学出版社，2005），https://www.douban.com/note/358594686/ （页面存档备份，存于）
42. ↑  闻一多：《〈女神〉之时代精神》，《创造周报》第4号，1923年6月2日。
43. ↑  羅青：《從徐志摩到余光中》（台北：爾雅出版社有限公司，1978），頁19。
44. ↑  羅青：《從徐志摩到余光中》，頁17。
45. ↑  Dirlik：《革命與歷史》，頁137。
46. ↑  Dirlik：《革命與歷史》，頁135、147。
47. ↑   （页面存档备份，存于）
48. ↑  [.   [2009-09-29]. （原始内容存档于2013-07-14）. ]
49. ↑  谢冰莹. . 《联合报》. 1984年6月15日 （中文（繁體））.《传记文学》第六十五卷第六期，1984年转载。該文亦有人提出質疑，懷疑謝冰瑩捏造。